# Alcaldía Municipal de Santa Ana

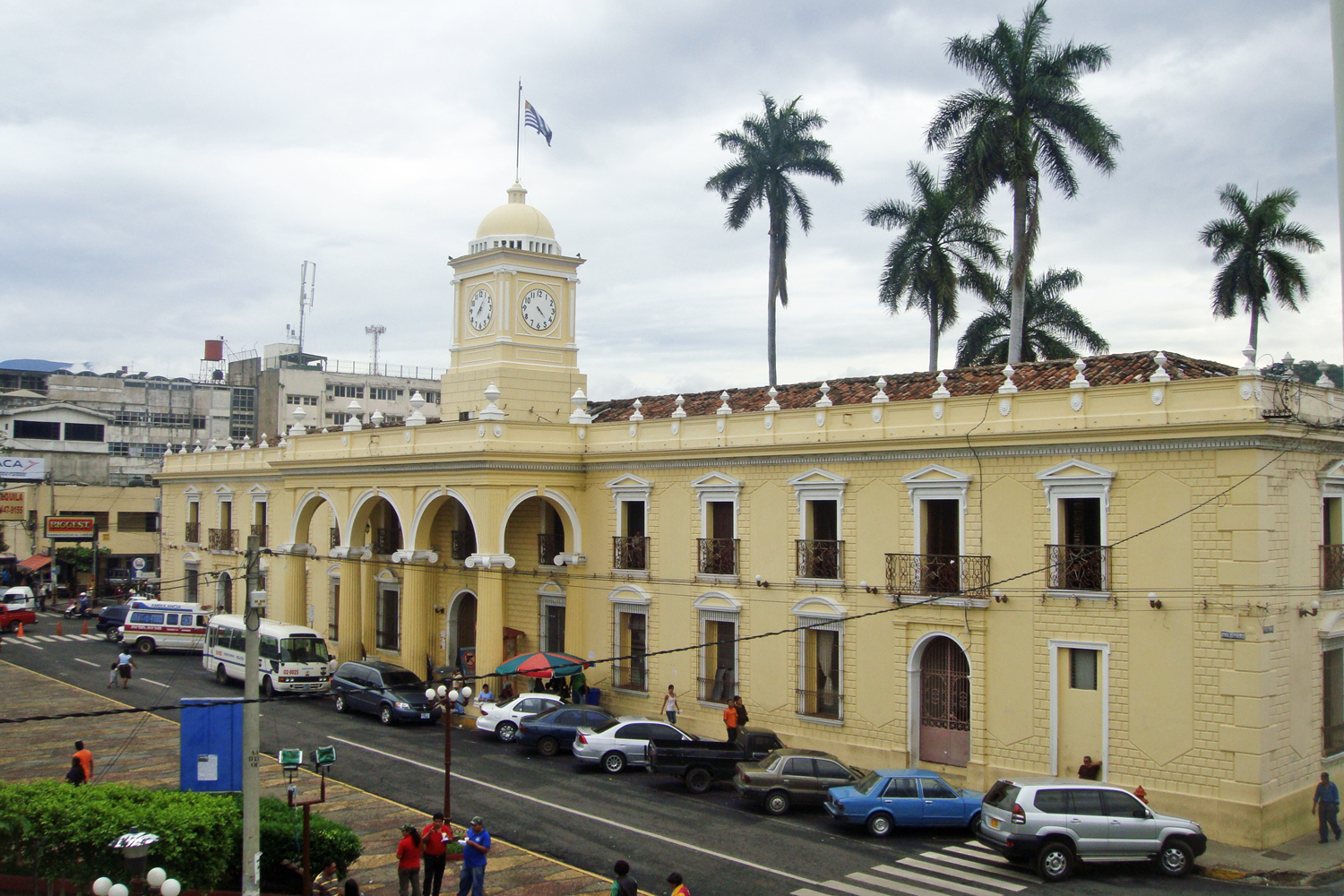
Alcaldía municipal de Santa Ana.

La Alcaldía Municipal de Santa Ana es la sede del gobierno municipal del municipio de Santa Ana. Fue construida en 1874 y un siglo después fue declarada monumento nacional de la República de El Salvador.

## Historia

### Antiguo cabildo o Casa Consistorial

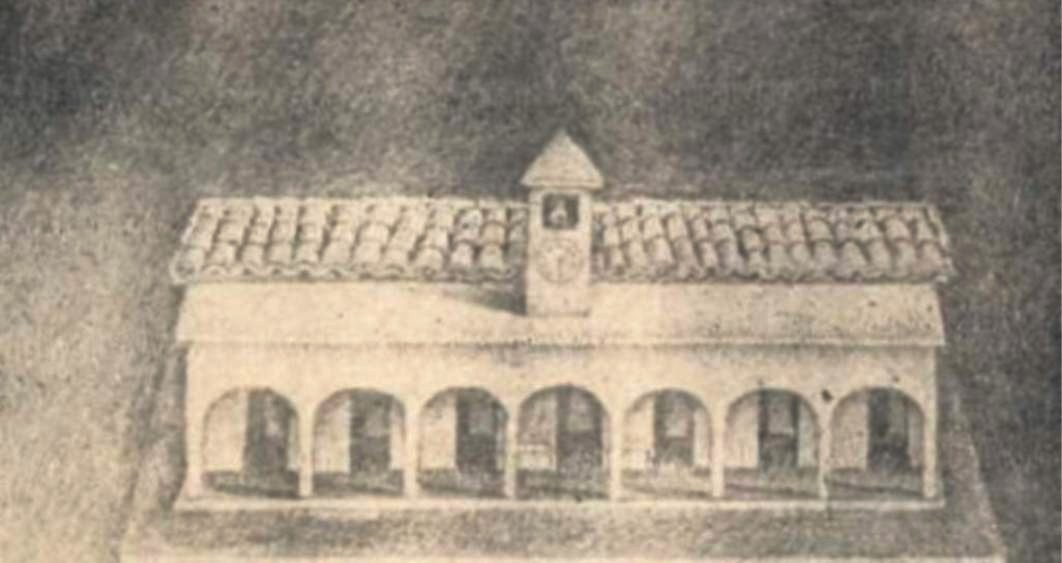
Grabado que muestra a la Casa Consistorial o cabildo, estaba ubicado en la esquina nororiente del actual palacio municipal, fue destruido en un incendio en 1870

El 22 de noviembre de 1806, debido a petición del procurador Juan José Aguilar, la real audiencia de Guatemala manda a que en Santa Ana se establezca un cabildo o concejo municipal que estaría presidido por José Mariano Castro como alcalde provincial (posteriormente al igual que todas las poblaciones españolas que todas las poblaciones españolas contaría con dos alcaldes elegidos, designados por el concejo municipal anterior en tiempos coloniales o elegidos por elección popular posteriormente, hasta 1855 cuando se decreta que los municipios solamente tendrían un alcalde) y que tendría jurisdicción en todo el distrito de Santa Ana (todo lo que hoy es el municipio santaneco, el de Chalchuapa, Texistepeque, San Sebastían Salitrillo, El Porvenir, Candelaria de la Frontera, El Congo y Coatepeque), posteriormente con la constitución de Cádiz (que otorgaría el título de municipio a Chalchuapa (donde estaban como valles o cantones los futuros San Sebastían Salitrillo y El Porvenir), Coatepeque (donde estaba El Congo como valle o cantón) y Texistepeque) y la conformación del municipio de Candelaria de la Frontera se establecerían los límites municipales actuales.
Para el año de 1807 -y según lo refiere el intendente de San Salvador Antonio Gutiérrez y Ulloa- la población santaneca todavía no contaba con un edificio público que sirviese como casa para el cabildo, por lo que este debió de construirse en los siguientes años antes de la independencia.
El 20 de septiembre de 1821, en la casa consistorial el cabildo santaneco presidido José de la Cruz Rodríguez (alcalde 1° y jefe del distrito) y José Gabriel Martínez (alcalde 2°), en conjunto con el jefe político de la subdelegación o partido de Santa Ana Leandro Aguilar y el comandante del batallón santaneco de forma accidental (debido a la renuncia de su predecesor) el sargento mayor José Nicolás de Abós y Padilla, se dan por enterado de la firma del acta de independencia del 15 de septiembre de ese año y aceptan dicha proclama.
En informe dado el 27 de julio de 1855 por el gobernador departamental de Santa Ana coronel Teodoro Moreno, se menciona que se estaban recolectando materiales para reparar el cabildo. Posteriormente, en informe del 1 de enero de 1859, el mismo gobernador informa que en el cabildo se construyó una pila para el servicio de las cárceles y un acueducto de 140 varas. Por otro lado, entre el cabildo y la casa de las señoritas Cordero (que quedaba en la esquina surponiente de la cuadra del palacio municipal, mientras el cabildo o casa consistorial estaba en la esquina norponiente) había una mediagua que servía de cuartel a la unidad militar (que para entonces tenía rango de batallón) de la ciudad.
El 2 de diciembre de 1870, debido a problemas con límites de terrenos que los indígenas que habitaban en las faldas del volcán de Santa Ana (conocidos como volcaneños) reclamaban como suyos pero que la municipalidad tenía como ejidos municipales (sobre todo por el litigio que había entre el borde de la hacienda Comecayo y las tierras comunales de los volcaneños) y a que no habían tenido una respuesta satisfactoria luego de haberse levantó en armas en agosto de ese año, los volcaneños se levantan nuevamente armas en armas liderados por Silverio Carranza y se movilizan a la ciudad en donde -entre otras cosas- se toman la plaza central y le prenden fuego al cabildo o casa consistorial, que se ve totalmente consumido por las llamas.

### Construcción

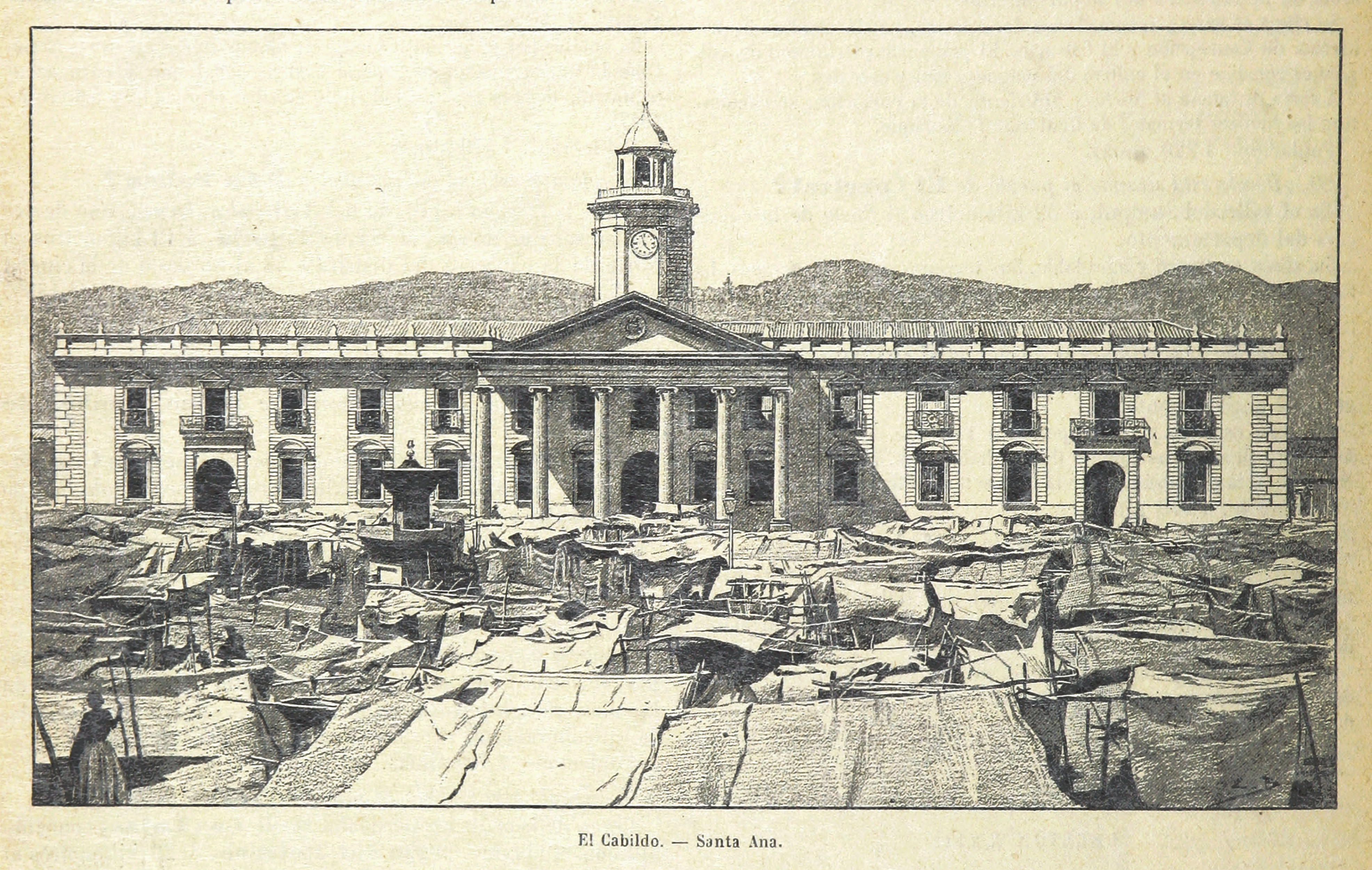
Grabado de 1890 en el que se muestra el palacio municipal de Santa Ana (con su diseño original) y el extremo poniente de la plaza pública de la ciudad.

Luego de la destrucción de la casa consistorial la municipalidad tuvo que alquilar casas particulares para hacer funcionar sus oficinas; esta situación continuaría a comienzos de 1871, debido a que la ciudad se ve envuelta en el golpe de Estado a Francisco Dueñas y la posterior tarea de arreglar los daños ocasionados por las batallas libradas en la ciudad durante el derrocamiento de Dueñas, por lo que sería hasta el 13 de junio de 1871 cuando la municipalidad liderada por Miguel Martínez decide construir un nuevo edificio municipal y pedir al gobierno presidido por Santiago González Portillo los fondos necesarios para su construcción.
El 16 de junio de 1871 la municipalidad acordó hacer ver al gobernador departamental Anastasio Rodríguez la necesidad de adquirir la casa de las señoritas Cordero (que estaba ubicada en la suroriente de la cuadra de la alcaldía), esto se llevara a cabo por parte del Ministerio del Interior hasta el 30 de junio de 1873, con ello el edificio del palacio municipal cubriría la mitad oriente de la cuadra.
El 11 de marzo de 1872 la municipalidad presidida por José María Gómez realizó una contrata con los hermanos Joaquín y Francisco Pérez, pero no se pudo dar inicio a la construcción debido a la falta de fondos. El 1 de enero de 1873 la municipalidad, liderada por Juan Santiago Girón, se da por enterada de que el gobierno había decidido dar en marzo de ese año 20,000 pesos para la construcción, sin embargo eso no pudo concretarse debido a los daños en la capital por el terremoto del 19 de marzo de ese año.
El 30 de agosto de 1873 el gobierno central emitió un acuerdo donde mandaba a pagar el subsidio de los 20,000 pesos, por lo que el 3 de septiembre la municipalidad comisiona al síndico Elías Cienfuegos para que le ofrezca al gobierno todo lo que necesita para tener sus oficinas en el palacio municipal. El 26 de enero de 1874 la municipalidad presidida por Indalecio Sifontes comisiona a Andrés del Valle para que reciba en la Tesorería General en San Salvador los contados mensuales que dará el gobierno (que eran 500 pesos en los meses de enero a junio, y de mil desde julio), contando con fondos se pudo empezar la construcción del palacio municipal. El 15 de marzo de 1874 el alcalde Indalecio Sifontes le escribe al gobernador Estanislao Pérez de que existe el inconveniente de que la mediagua que sirve de cuartel se encuentra en el terreno donde se va construir al palacio municipal, por lo que le pide que traslade el cuartel a la casa donde está la escuela de niños y está pasarla a otra casa que debía conseguirse a la mayor brevedad.
Los planos fueron realizados por el ingeniero Rafael Arbizú y aceptados por la municipalidad el 3 de mayo de 1874. En algún día de mayo de 1874 se colocaron las primeras piedras, iniciando la construcción bajo la dirección del General Joaquín Pérez, el arquitecto encargado fue Coronado Moreno.

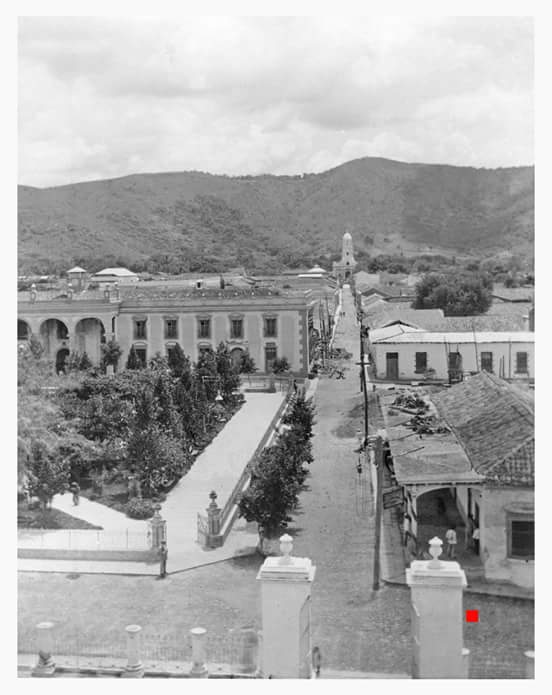
Fotografía de los últimos años de 1890s, donde se observa el palacio municipal (tras la modificaciones de 1893), el edificio original del Casino Santaneco, y el portal Los Bernales (donde se construiría el teatro).

En junio de 1874 se acordó llamar al administrador y socios del común del volcán (es decir los volcaneños) para que levantasen una contribución para ayudar a la obra; asimismo se dispuso pedir contribución a los vecinos (debiendo solicitarla los regidores, turnándose en el orden de su nombramiento) y solicitar al gobierno 25 mil pesos de la deuda nacional para darle garantía a los prestamistas. El gobernador ordenó que se dé el número suficiente de soldados para custodiar a los reos que trabajen en la obra; a su vez varios empleados del gobierno donaron sus sueldos para ayudar a completar la obra.
Las municipalidades de 1874, 1875 y 1876, a pesar de la falta de fondos que se suscitaba en ciertas ocasiones, logran construir  la fachada del palacio municipal (la parta que da a la plaza pública actualmente parque Libertad). En 1876 el concejo municipal autoriza alcalde Elías Cienfuegos para que haga un contrato con José María Fernández para acabar la fachada del edificio, luego en 1877 la municipalidad presidida por Teodoro Moreno acepta el proyecto presentado por Joaquín Pérez para construir el pórtico y torre de madera, está última sería pintada al óleo por Napoleón Corona al siguiente año.
En 1878 el gobernador y comandante departamental Narciso Avilés decide utilizar la mitad sur de la planta baja del palacio municipal como cuartel, que quedaría separado del resto con una pared; lo cual continuaría así hasta 1905 cuando se trasladaron los militares a lo que actualmente es la Segunda Brigada de Infantería.
En el año de 1883, el gobierno presidido por Rafael Zaldívar acordó dar un subsidio de diez mil pesos para dar el acabado necesario a lo construido y pagar lo que se le debía (por trabajos atrasados de reparaciones) a Juan Francisco Moreno.

### Ampliaciones, modificaciones y reparaciones

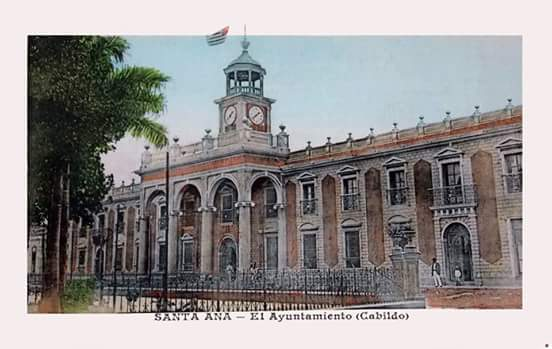
Postal pintada a mano del palacio municipal entre los años 1907 y 1915, posterior a las modificaciones de 1902.

En 1884, para ornamentar el edificio, se manda hacer un escudo nacional en alto relieve y dos estatuas por 500 pesos a Ismael Rodríguez; tales adornos subsistirían hasta 1892 cuando fueron demolidos.
En 1893 durante el período municipal presidido por Emilio Bolaños se le hicieron varios arreglos al palacio municipal, específicamente al pórtico y la torrecilla (que ya estaban deteriorados al ser estos de madera de madera); a la torrecilla se la reemplazó por una garita en la que se colocó un reloj que había sido comprado en 1890 por el alcalde Federico Martínez), mientras que al antiguo reloj se lo trasladó a la torre de la iglesia El Calvario.
En 1902 el concejo municipal, liderado por Simón Avilés, contrata a Antonio Vargas, Mariano Argueta y Pedro Saldaña Monches para la construcción de la parte norte y sur (continuando las ya construidas en esos lados) y reparaciones en todo el edificio, incluyendo una nueva torrecilla para el reloj que contaría con una glorieta; el valor total del contrato sería de 54 mil colones, por lo que el gobierno (presidido por el santaneco Tomás Regalado) contribuyó con un subsidio de 30 mil colones.

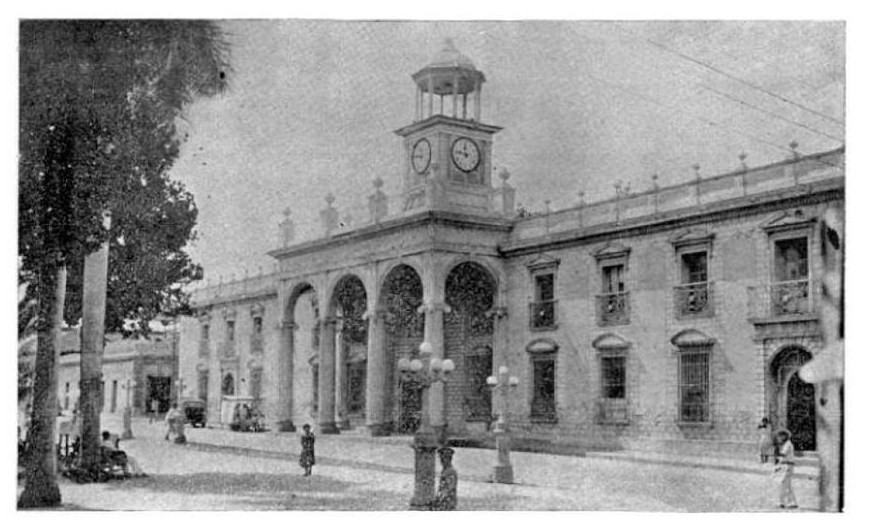
Fotografía de 1932 que muestra el palacio municipal (tras la modificación y arreglos en su estructura de 1927) y parte del parque Libertad.

En 1927, durante la administración municipal de Salvador Ayala (en su segunda ocasión como alcalde), el Ministerio de Hacienda cedió los impuestos de Industria la Constancia (25.000 colones anuales) para -entre otras cosas- ampliar el palacio municipal, los planos de los cimientos fueron dados por el ingeniero José Emilio Alcaine mientras que las obras fueron dirigidas por Andrés Tobar como empleado de la alcaldía. Con esto se le añadiría al edificio el terreno donde antes habían estado las viviendas de la familia Gutiérrez (ubicada en la esquina surponiente de la cuadra de la alcaldía), la de Dolores Vides (luego fue casa de Federico Vides; está casa fue construida antes de la independencia de España, siendo una de las primeras casas hechas de adobe en la localidad y que era el lugar donde prefería hospedarse el general Francisco Morazán cuando visitaba la ciudad, estaba ubicada en la esquina norponiente de la cuadra de la alcaldía) y la del doctor Salvador Godoy (ubicada entre la casa de Dolores Vides y el Palacio Municipal); por lo que a partir de entonces el palacio municipal cubriría toda la cuadra donde está ubicado.
Durante la administración municipal de Ricardo Sandoval Martínez (1938 - 1942) se le hicieron varios arreglos y modificaciones a la estructura del edificio; específicamente se renovaron todos los repellos exteriores, se colocaron 4 portones de hierros, se arregló el techo, se reconstruyó la torre del reloj (eliminándose en la nueva torrecilla la glorieta que ostentaba el edificio, además que se le cambió la campana) y se le dio nueva pintura a todo el edificio; siendo el costo total de dicha obra más o menos 40 mil colones. Con estás modificaciones el edificio municipal adquirió su aspecto actual.
En 2001 fue afectado por los terremotos de El Salvador de 2001 lo que provocó que estuviera en periodo de restauración hasta el 13 de diciembre de 2002.

## Diseño

### Arquitectura
El sitio describe el edificio como un "monumento de arquitectura ecléctica". El edificio mezcla varios estilos que son influenciados por neoclasicismo afrancesado junto  con un neo-renacimiento italiano.

#### Características
Su fachada muestra una geometría organizacional muy estricta de forma simétrica. Cuenta con ocho columnas de estilo jónico los cuales están rematadas con Arcos de medio punto que sirven como refuerzo estructural en la entrada principal del edificio. Simplicidad de las formas geométricas que se repiten en toda la ventanería, cuenta con balcones de hierro forjado elaborado a mano. El uso dramático de las columnas para articular los espacios interiores y una preferencia por las paredes desnudas de ornamentación y el contraste de volúmenes formales y texturas con almohadillados en las esquinas del recinto.

### Medidas
- Al norte 57,9 m con el edificio del Casino Santaneco y 1º Av. Nte. de por medio.
- Al sur 57,59 m con el centro comercial Plaza Florida y Calle Libertad Poniente.
- Al poniente 64,72 m con el edificio del Banco de Comercio y 2º Norte
- Al oriente 67,2 m frente al parque Libertad y Av. Independencia de por medio.
- Altura normal 10,49 m hasta el techo de la segunda planta.
- Altura máxima 18,29 m hasta la cúpula del reloj.
- Área de patio 33,03 m ancho por 39,82 de largo.
- Número de oficinas: Primera planta 16, Segunda planta 19, 1 salón de reuniones del Concejo Municipal, 1 auditorio.
- Cuenta con 6 accesos para el edificio: 2 principales y 4 a los costados.[14]